# 環尾袋貂科
環尾袋貂科（學名：Pseudocheiridae），為哺乳綱的一科，屬於樹棲性的有袋類，現存共有 17 種。棲息於澳洲與新幾內亞的森林與疏灌叢。

## 特徵
環尾袋貂的外表與侏袋貂類似，但具有較大的體型。不過牠們仍然屬於體型偏小的哺乳動物，體重範圍介於200至2,000克（7.1至70.5盎司），最大體型約與家貓相當。環尾袋貂科所有物種的前後腳均具有相對的第一指與捲纏尾，可用於攀爬。牠們為夜行性，具有大眼睛。
環尾袋貂科所有物種幾乎以葉片為食，為了消化這些堅韌多纖維的食物，牠們膨大的盲腸包含發酵菌，且與兔子同樣具有食糞的習性，讓食物能通過消化道兩次。牠們具有適合磨損食物的大臼齒，但缺乏下犬齒，齒式為：
| 齒式    |
| ------- |
| 3.1.3.4 |
| 2.0.3.4 |

大多物種為獨居動物，少數物種則會以家庭為單位生活，牠們多半害羞而隱密，因此很難研究。個體的棲息範圍可達3公頃。妊娠期可達50天，但不同物種間存有差異。

## 分類學
環尾袋貂科下包括3個亞科6個屬，現存有17種：
- †Pildra
- †Paljara
- †Marlu
- †Pseudokoala
- 粗尾袋貂亞科（英语：Hemibelideinae） Hemibelideinae
  - 粗尾袋貂屬（英语：Hemibelideus） Hemibelideus
    - 粗尾袋貂屬（英语：Lemur-like ringtail possum） Hemibelideus lemuroides

  - 大袋鼯屬 Petauroides
    - 大袋鼯 Petauroides volans
- 假掌袋貂亞科（英语：Pseudocheirinae） Pseudocheirinae
  - 岩卷尾袋貂屬 Petropseudes
    - 岩卷尾袋貂 Petropseudes dahli

  - 假掌袋貂屬 Pseudocheirus
    - 假掌袋貂 Pseudocheirus peregrinus

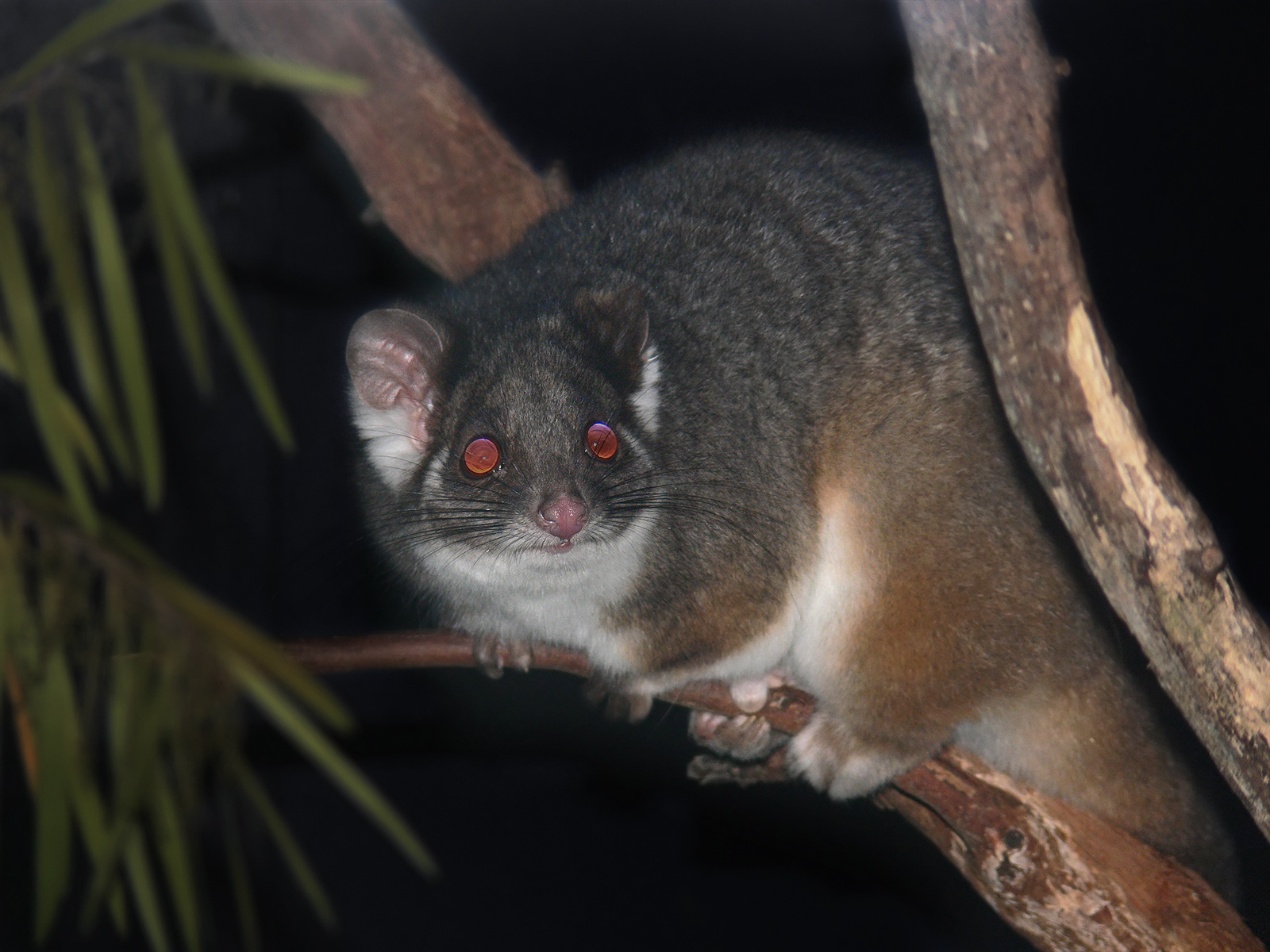
假掌袋貂

- - Pseudochirulus（英语：Pseudochirulus）屬
    - Pseudochirulus canescens（英语：Pseudochirulus canescens）
    - Pseudochirulus caroli（英语：Pseudochirulus caroli）
    - Pseudochirulus cinereus（英语：Pseudochirulus cinereus）
    - Pseudochirulus forbesi（英语：Pseudochirulus forbesi）
    - Pseudochirulus herbertensis（英语：Pseudochirulus herbertensis）
    - Pseudochirulus larvatus（英语：Pseudochirulus larvatus）
    - Pseudochirulus mayeri（英语：Pseudochirulus mayeri）
    - Pseudochirulus schlegeli（英语：Pseudochirulus schlegeli）
- 環尾袋貂亞科（英语：Pseudochiropsinae） Pseudochiropsinae
  - 環尾袋貂屬 Pseudochirops
    - Pseudochirops albertisii（英语：Pseudochirops albertisii）
    - Pseudochirops archeri（英语：Pseudochirops archeri）
    - Pseudochirops corinnae（英语：Pseudochirops corinnae）
    - Pseudochirops coronatus（英语：Pseudochirops coronatus）
    - Pseudochirops cupreus（英语：Pseudochirops cupreus）
    - †Pseudochirops winteri